# Kerry Bolton
Kerry Bolton (nascidos em 1956) é um escritor e ativista político neozelandês, conhecido por sua ideologia nacional-socialista. Ele escreveu inúmeras obras sobre crédito social, política, etnia, metafísica, religião e ocultismo, especialmente da Maçonaria, Cristianismo e doutrina social da Igreja Católica, além doutros tópicos.